# Port lotniczy Caracas
Międzynarodowy port lotniczy im. Simóna Bolívara w Maiquetíi (IATA: CCS, ICAO: SVMI) – międzynarodowy port lotniczy położony 30 km na północ od Caracas, w miejscowości Maiquetía. Jest największym portem lotniczym Wenezueli. W roku 2007 obsłużył ponad 8,3 mln pasażerów.
Przez mieszkańców zwany jest jako "Maiquetía", jest to główny międzynarodowy port pasażerski Wenezueli, wśród dwunastu międzynarodowych portów lotniczych w kraju. W latach 1960 do 1997 był głównym węzłem linii Viasa, byłego narodowego przewoźnika lotniczego.
Obsługuje loty do wielu ważnych miast w Ameryce, na Karaibach, w Europie i na Bliskim Wschodzie.
Od 2000 lotnisko przechodzi poważne zmiany w celu spełnienia międzynarodowych standardów i poprawy ruchu pasażerskiego, bezpieczeństwa, obszarów imigracyjnych i celnych. Środki bezpieczeństwa mają stać się priorytetem od czasu ataku terrorystycznego 11 września 2001. Obecnie odloty i przyloty podzielone są odpowiednio na górny i dolny poziom. W ramach planu rozwoju obecnie w budowie znajdują się nowe międzynarodowe bramki, część parkingu została zlikwidowana w celu wybudowania nowego hotelu.
Lotnisko Maiquetía posiada dwa terminale: krajowy i międzynarodowych.

## Linie lotnicze i połączenia
| Linia lotnicza           | Kierunek |
| ------------------------ | --- |
| AeroCaribe               | 1. Los Roques |
| Aerolíneas Estelar       | 1. Barinas 2. Maracaibo 3. Maturín 4. Porlamar 5. Puerto Ordaz 6. San Antonio del Táchira 7. Santo Domingo del Táchira |
| Air Europa               | 1. Madryt |
| Avianca                  | 1. Bogota |
| Avior Airlines           | 1. Barcelona 2. Barquisimeto 3. Bogota 4. Curaçao 5. El Vigía 6. Las Piedras 7. Maracaibo 8. Medellín-JMC 9. Porlamar 10. Puerto Ordaz 11. Santa Barbara del Zulia |
| Boliviana de Aviación    | 1. Hawana 2. Santa Cruz-Viru Viru |
| Caribbean Airlines       | 1. Port of Spain |
| Conviasa                 | 1. Barbados 2. Barinas 3. Canaima 4. Cancún 5. Cumaná 6. El Vigía 7. Kanton 8. Hawana 9. La Fría 10. Las Piedras 11. Los Roques 12. Managua 13. Maracaibo 14. Maturín 15. Mérida 16. Meksyk 17. Moskwa-Wnukovo 18. Porlamar 19. Puerto Ayacucho 20. Puerto Ordaz 21. San Antonio del Táchira 22. San Fernando de Apure 23. Santa Cruz-Viru Viru 24. Santo Domingo del Táchira 25. St. Vincent-Argyle 26. Teheran-Iman Khomeini 27. Valera |
| Cubana de Aviación       | 1. Hawana |
| Gol Linhas Aéreas        | 1. São Paulo-Guarulhos (wznowione 5 sierpnia 2025) |
| Iberia                   | 1. Madryt |
| LASER Airlines           | 1. Barcelona 2. Bogota 3. Curaçao 4. El Vigía 5. La Fría 6. Madryt 7. Maracaibo 8. Maturín 9. Porlamar 10. Puerto Ordaz 11. San Antonio del Táchira |
| LATAM Colombia           | 1. Bogota |
| Plus Ultra Líneas Aéreas | 1. Madryt 2. Teneryfa-Północ |
| RUTACA Airlines          | 1. Barcelona 2. Ciudad Bolívar 3. Maracaibo 4. Porlamar 5. Puerto Ordaz 6. San Antonio del Táchira 7. Santo Domingo del Táchira |
| TAP Air Portugal         | 1. Funchal 2. Lizbona |
| Turkish Airlines         | 1. Stambuł |
| Turpial Airlines         | 1. Bogota |
| Venezolana               | 1. Barcelona 2. Barquisimeto 3. Las Piedras 4. Maracaibo 5. Porlamar |
| Wingo                    | 1. Bogota 2. Medellín-JMC |